# Rebellinnen – Fotografie. Underground. DDR.
Rebellinnen ist ein Dokumentarfilm von Pamela Meyer-Arndt über die drei Künstlerinnen Tina Bara, Cornelia Schleime und Gabriele Stötzer. Der Film feierte im Publikumswettbewerb auf dem Internationalen Leipziger Festival für Dokumentar- und Animationsfilm 2022 seine Weltpremiere. Der Kinostart in Deutschland erfolgte am 3. November 2022.

## Inhalt
Der Film dokumentiert das Leben der Fotografinnen und Künstlerinnen Tina Bara, Cornelia Schleime und Gabriele Stötzer. Sie wuchsen in der DDR auf und wurden dort zu Künstlerinnen. In sich abwechselnden Sequenzen sprechen die Frauen über ihren Weg zur Kunst, über das Leben und Arbeiten in der DDR und ihre Situation heute.
Alle drei Künstlerinnen waren in den 1970er und 1980er Jahren in einer alternativen Kunstszene der DDR aktiv. Sie lebten in unterschiedlichen Städten: Ost-Berlin, Erfurt und Dresden. Die Fotografie war für sie eines der Ausdrucksmedien, das alle drei Künstlerinnen nutzten, insbesondere Bilder von Frauen im Rahmen eines beginnenden Bewusstseins für Emanzipation. Sie wurden aufgrund ihrer nicht konformen Bildästhetik bald von der Staatssicherheit beobachtet, unter Druck gesetzt und – im Fall von Gabriele Stötzer, die das Protestschreiben gegen die Ausbürgerung Wolf Biermanns unterzeichnete und darauf an erster Stelle stand – zu Haftstrafen verurteilt. Sie blieb in der DDR, um den Kampf gegen das System mit den Mitteln der Literatur und der Kunst von innen heraus weiterzuführen. Nach der Wende erfuhr sie aus ihrer Stasi-Akte das Ausmaß der Überwachung ihrer Aktivitäten. Cornelia Schleime musste nach zahlreichen erfolglosen Ausreiseanträgen im Jahr 1984 die DDR kurzfristig verlassen, nachdem sie in einem abgehörten Telefonat einen Hungerstreik angedroht hatte. Tina Bara konnte 1989 DDR verlassen, indem sie einen westdeutschen Mann heiratete.

## Produktion
Der Film wurde produziert von der Medea Film Factory Produktion in Koproduktion mit RBB und gefördert durch die Bundesstiftung zur Aufarbeitung der SED-Diktatur. Als Verleih fungiert die Edition Salzgeber.

## Nominierungen
- 2022: nominiert für den DEFA-Förderpreis
- 2022: nominiert für den Preis Gedanken-Aufschluss

## Presse
„Dass die Zermürbungstaktik der Stasi den Künstlerinnen damals schwer zugesetzt hat, ist jedem Statement der ‚Rebellinnen‘ anzumerken. Trotzdem hat die Kunst ihnen Widerstandsfähigkeit verliehen und sie zum Weitermachen animiert. Das ist bei aller Lakonie und allem Understatement der Ladies ein ziemlich beeindruckender Befund“, stellte Gunda Bartels im Tagesspiegel fest. Bianka Piringer konstatiert in der Zeitschrift Kinozeit: „Die rückblickenden Erzählungen der Künstlerinnen, ihre Fotografien und Super-8-Filme, die Archivaufnahmen früherer Interviews formen sich zu einem beeindruckenden Gesamtbild der Selbstbehauptung und des Widerstands.“
„Tina Bara, Cornelia Schleime und Gabriele Stötzer – Pamela Meyer-Arndt feiert sie in diesem Dokumentarfilm zu recht als Rebellinnen“, sagte Charlotte Pollex im Rahmen eines TV-Beitrags im RBB. „Drei oppositionelle Künstlerinnen aus der DDR werden in diesem eindrucksvollen Film porträtiert. Cornelia Schleime, Tina Bara und Gabriele Stötzer, die in den 70er und 80er Jahren die Grenzen der offiziellen Kunst sprengten, die weibliche Ausdrucksformen für ihre Erfahrungen in der Diktatur fanden, und dafür bespitzelt, verfolgt und behindert wurden“, so Knut Elstermann auf radioeins.